# Comité Drôme-Ardèche de rugby
Le Comité Drôme-Ardèche de rugby est un organe fédéral dépendant de la Fédération française de rugby créé en 1986 et chargé d'organiser les compétitions de rugby à XV et à sept dans les départements de l'Ardèche et de la Drôme.
En 2018, le comité Drôme-Ardèche fusionne avec les comités Alpes, Auvergne et du Lyonnais pour former la Ligue régionale Auvergne-Rhône-Alpes de rugby.

## Identité visuelle

## Histoire

Localisation du comité Drôme-Ardèche de rugby.

Jusqu'en 1986, la majorité des clubs de l'Ardèche et de la Drôme faisait partie du Comité des Alpes. Seuls les clubs du sud drômois (Montélimar, Donzère et Pierrelatte) sont gérés par le Comité de Provence et quelques clubs du nord de la
Drôme et de l’Ardèche par le Comité du Lyonnais.
Le comité des Alpes étant basé à Grenoble, difficile d'accès pour la majorité des clubs ardéchois et drômois, Maître Jean Fabre a l'idée de la création d'un comité Drôme-Ardèche. Le vendredi 24 août 1985, le bureau fédéral de la Fédération française de rugby, réuni à Layrac accepte le principe de la création du comité Drôme-Ardèche et ce malgré quelques réticences de certains dirigeants Alpins et Lyonnais. L'assemblée générale constitutive se déroule le 14 mai 1986 au siège du Crédit agricole de Valence en présence du vice-président de la FFR Gérald Granget et du secrétaire général Jean-Louis Boujon. À l’issue de cette AG constitutive Allain Rouyer, ancien président de l'amicale des petits clubs de la vallée du Rhône, est élu à l'unanimité. Maître Jean Fabre devient alors président délégué.
En 1989, le comité achète le bâtiment sis 340 rue Pasteur à Guilherand-Granges, ancien établissement scolaire, jusqu'alors prêté par la municipalité locale.
Jean-Marc Patouillard est président du comité de 2008 à 2017. Réélu le 17 juin 2016, il soutient Pierre Camou lors des élections fédérales de décembre 2016, finalement battu par Bernard Laporte. Il démissionne de la présidence du comité en janvier 2018 car il affirme être « en complet désaccord avec les membres » de l'instance bi-départementale. Robert Rouveure est président pour les six derniers mois d'existence du comité.
En 2018, le comité Drôme-Ardèche fusionne avec les comités Alpes, Auvergne et du Lyonnais pour former la Ligue régionale Auvergne-Rhône-Alpes de rugby.

## Liste des présidents
- 1986-1995 : Allain Rouyer
- 1995-2008 : Félix Haddad
- 2008-2017 : Jean-Marc Patouillard
- 2017-2018 : Robert Rouveure

## Clubs
| Territoire couvert                                                                | Clubs |
| --------------------------------------------------------------------------------- | ----- |
| Ardèche                                                                           | 18    |
| Drôme                                                                             | 27    |
| Haute-Loire (Rugby club des Hauts Plateaux, à Tence), rattaché au CD de l'Ardèche | 1     |

| Meilleurs clubs en 2015-2016 | Nombre de clubs | Nom(s)                                                             |
| ---------------------------- | --------------- | ------------------------------------------------------------------ |
| Top 14                       | 0               |                                                                    |
| Pro D2                       | 0               |                                                                    |
| Fédérale 1                   | 4               | US Romans, RC Aubenas, ROC La Voulte Valence, Rugby Club Tricastin |
| Fédérale 2                   | 1               | Sporting Club Royannais                                            |